# هون‌اینبو سانسا

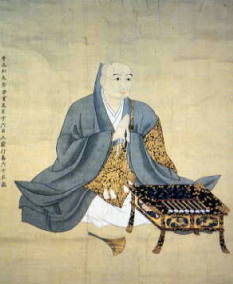
هون‌اینبو سانسا، استاد و راهب بوداگرایی نیچیرن

هون‌اینبو سانسا (به ژاپنی: 本因坊 算砂 Hon'inbō Sansa)؛ 1559 – ۱۳ ژوئن ۱۶۲۳) یک استاد بازی گو (بازی) و یک راهب بوداگرایی نیچیرن در دوره آزوچی-مومویاما و اوایل دوره ادو (۱۶۰۳–۱۸۶۷) اهل ژاپن بود.